# Macrocystis pyrifera
Macrocystis pyrifera (Макроцистіс грушоподібний) — вид бурих водоростей родини ламінарієвих (Laminariaceae).

## Опис
Довге стебло має безліч язикоподібних листків. Кожен листок забезпечений повітряним міхуром. Він виконує роль поплавця. На поплавцях і тримається все громіздке тіло рослини. Це найбільша підводна рослина, а можливо і найбільша рослина на землі. За деякими непідтвердженими даними, довжина Macrocystis pyrifera може досягати 300 м. Звичайна довжина сягає 45-60 м, а вага до 150 кг.
Зарості цієї рослини утворюють цілі підводні ліси, в яких з великою охотою селиться різноманітна живність. Нескінченні стрічки макроцистіса, з безліччю «відгалужень» і «листя», шикуються в густі хащі. Потужні «стебла» рослин (іноді не поступаються по товщині стовбурів дерев) витримують найсильніші шторми, і здатні зупинити хід невеликого судна. Коріння так міцно чіпляються за дно, що вирвати рослину можна тільки разом з шматком каменю.
Дивує і швидкість росту цієї водорості — за сприятливих умов за добу рослина прирощує 30 см зросту, а при вдалому збігу обставин і всі 60. Коли проводилися спостереження і виміри, одна з особин за 120 днів виросла до 25 метрів.

## Поширення
Macrocystis pyrifera поширена в холодних та теплих помірних морях. Ареал охоплює тихоокеанське узбережжя Північної Америки від Аляски до Каліфорнії, Південної Америки, островів Атлантики (Острів Гоф, Тристан-да-Кунья, Канарські острови), у Індійському океані, узбережжя Південній Африці, Австралії та Нової Зеландії, навколо антарктичних і субантарктичних островів.

## Розмноження
Це багаторічна рослина, окремі екземпляри живуть до 8-10 років. Вперше спорангії з'являються на шестимісячних рослинах. Спорангії утворюються на нижніх пластинах, що сидять на вильчато-розгалужених коротких пагонах в основі слані. Ці пластини іноді називають спорофілами. Спорангії можуть з'являтися також на верхніх пластинах, плаваючих біля поверхні. Дозрівання спорангіїв відбувається спочатку на верхній, більш старій, частині пластини. Розвиток спорангія завершується за два тижні.
Ефективний радіус розсіювання спор, при якому вони дають нові, рослини, становить у окремих рослин 5 м. У заростях відновлення рослини відбувається на відстані до 90 м. Розселення на великі відстані здійснюється за допомогою відірваних пластин зі спорангіями.

## Практичне значення
У Новій Зеландії з цих водоростей виробляють калійні добрива. В Каліфорнії з нього добувають йод і альгін, що використовуються в харчовій промисловості. За рік на плантаціях цієї водорості знімають до трьох врожаїв.

## Загрози
Macrocystis pyrifera має велике практичне значення, тому в даний час його екологію інтенсивно вивчають, особливо біля берегів Каліфорнії, де знаходяться найбільші підприємства з її переробки. Виявлено, що великої шкоди макроцистісу можуть заподіювати морські їжаки. Вони здатні повністю знищувати цілі зарості цієї водорості. Масова загибель великих заростей відбувається в роки з незвичайно сильним річним прогрівом води. При цьому гинуть пагони, що піднімаються до перегрітого шару води. На молодих рослинах, що знаходяться глибше, прогрів поверхневих шарів води не відбивається.